# کینگز مارش
کینگز مارش (به انگلیسی: Kings Marsh) یک روستا و محله مدنی در بریتانیا است که در Cheshire West and Chester واقع شده‌است. کینگز مارش ۳۰ نفر جمعیت دارد.